# Slowenische Meisterschaften im Skispringen 2016
Die Slowenischen Meisterschaften im Skispringen 2016 fanden am 22. Dezember 2016 in Planica statt. Die Wettbewerbe wurden auf der Bloudkova Velikanka (HS139) ausgetragen. Ausrichter war der Verein ND Rateče Planica.

## Einzel Herren
| Platz | Sportler         | Weite 1 | Weite 2 | Punkte |
| ----- | ---------------- | ------- | ------- | ------ |
| 1     | Jernej Damjan    | 135 m   | 135,5 m | 268,4  |
| 2     | Domen Prevc      | 132 m   | 133 m   | 258    |
| 3     | Nejc Dežman      | 132,5 m | 132,5 m | 257    |
| 4     | Tine Bogataj     | 132 m   | 132,5 m | 253,6  |
| 5     | Anže Semenič     | 130,5 m | 131,5 m | 250,6  |
| 6     | Aljaž Osterc     | 129,5 m | 131 m   | 246,9  |
| 7     | Tilen Bartol     | 127,5 m | 132 m   | 244,1  |
| 8     | Bor Pavlovčič    | 128 m   | 132 m   | 241    |
| 9     | Matjaž Pungertar | 127 m   | 131 m   | 240,4  |
| 10    | Rok Justin       | 127 m   | 129,5 m | 238,2  |

Peter Prevc, Gesamtweltcup-Sieger der Saison 2015/16, und Jurij Tepeš gingen nicht an den Start.

## Einzel Damen
| Platz | Sportler          | Weite 1 | Weite 2 | Punkte |
| ----- | ----------------- | ------- | ------- | ------ |
| 1     | Maja Vtič         | 131,5 m | 131 m   | 245,5  |
| 2     | Ema Klinec        | 126 m   | 130,5 m | 238,2  |
| 3     | Eva Logar         | 125 m   | 121 m   | 214,3  |
| 4     | Nika Križnar      | 120 m   | 122,5 m | 208,5  |
| 5     | Špela Rogelj      | 116,5 m | 120 m   | 196,7  |
| 6     | Urša Bogataj      | 117 m   | 114 m   | 181,3  |
| 7     | Katja Požun       | 111,5 m | 112 m   | 169,3  |
| 8     | Jerneja Brecl     | 107 m   | 118 m   | 166,5  |
| 9     | Kaja Urbanija Čož | 101,5 m | 104,5 m | 131,8  |
| 10    | Katra Komar       | 102 m   | 101 m   | 130,9  |